# Akutagawa
akutagawa（アクタガワ）は日本のロックバンド。

## 概要
2001年、山形県にて結成。現在は活動の拠点を東京へと移し、ライヴ活動を展開。これまでに日本国内外の数々のバンドと共演している。
結成後、5曲入り1stデモCDR、3曲入り2ndデモCDRをリリース（完売）。2006年、同郷の「Versus Horse Recordings」より1枚目のアルバム『akutagawa』をリリース。同年2006年「Cosmic Note」より4曲入りミニアルバム『君と僕』を発表。
2011年、自らが立ち上げたレーベル「Alpinista」より『dawn』をリリース。2014年、名古屋のレーベル「STIFF SLACK」より『akutagawa / malegoat』のsplit 7インチレコードをリリース。

## メンバー
- mizu（ボーカル）
- Hideki Sato（ギター）
- Shinya Fujiki（ベース）
- Yozo Hasegawa（ドラム）
- Tomoyuki Bryan Watanabe（ギター）

## ディスコグラフィー

### アルバム
1. akutagawa（2006年2月9日）versus horse recordings
  1. An Ordinary Development
  2. Laying There
  3. the Face Was…
  4. Shikabane Wo Humu
  5. Thursday
  6. against it
  7. Yuki Tuki
  8. for The Sacrifice
  9. Hajimari
2. 君と僕（2006年12月19日）cosmic note
  1. 残像
  2. 光と影
  3. 途
  4. 徒花
3. dawn（2011年10月26日）Alpinista
  1. 東京
  2. サヨナラ
  3. 陽が沈む
  4. ハッピーエンド
  5. ラストダンス
  6. 夜明け前
4. 鱗光（2025年4月9日）Shore&Woods Recordings
  1. 冬の朝
  2. コスモス
  3. 金曜日の午後
  4. ノールッキングバック
  5. 揺れる
  6. 溺れた鰯

### スプリット
1. akutagawa / malegoat - split 7" （2014年12月24日）STIFF SLACK
  - 聞こえないフリ、をしてただけ

### コンピレーション
1. CHANNEL
  - the face was…
2. ARTICLE OF PARADE
  - 光と影
3. cosmicnote sampler 2009
  - 徒花
4. cosmicnote10（2014年3月5日）
  - ノールッキングバック
5. WARP TREE
  - 夜明け前

### ミュージックビデオ
1. 聞こえないフリ、をしてただけ